# Atlantische springaapjes
De Atlantische springaapjes (Callicebus) zijn een geslacht van de familie van de sakiachtigen (Pitheciidae). Dit geslacht bestaat uit vijf soorten. Vroeger werden alle springaapjes tot het geslacht Callicebus gerekend, maar sinds 2016 is het geslacht in drieën opgesplitst. De overige springaapjes behoren nu tot Cheracebus en Plecturocebus.

## Taxonomie
Er worden vijf soorten tot dit geslacht gerekend.
- Geslacht: Callicebus (Atlantische springaapjes) (5 soorten)
  - Soort: Callicebus barbarabrownae – Noord-Bahiaanse blonde springaap
  - Soort: Callicebus coimbrai – Coimbraspringaap
  - Soort: Callicebus melanochir
  - Soort: Callicebus nigrifrons
  -  Soort: Callicebus personatus – Zwartkopspringaap